# کییوویتسه (ناحیه زنویمو)
کییوویتسه (به چکی: Kyjovice) یک منطقهٔ مسکونی در جمهوری چک است که در ناحیه زنویمو واقع شده‌است. کییوویتسه ۶٫۵۱ کیلومتر مربع مساحت و ۱۴۹ نفر جمعیت دارد و ۲۱۵ متر بالاتر از سطح دریا واقع شده‌است.